# 托馬什·霍萊什
托馬什·霍萊什（1993年3月31日—）是一位捷克足球運動員。在場上的位置是右後衛或右中場。現在效力於捷克足球甲級聯賽球隊布拉格斯拉維亞。他也代表捷克國家足球隊參賽。

## 俱樂部生涯
2019年夏天，霍萊什加盟捷克足球甲級聯賽球隊布拉格斯拉維亞。
2022年1月，霍萊什宣布與布拉格斯拉維亞簽訂了新的合約，合同期限將持續到2026年。

## 國家隊生涯
2020年9月7日，霍萊什在對陣蘇格蘭的歐洲國家聯賽中首次代表捷克國家足球隊出場，踢滿90分鐘。
2021年5月25日，霍萊什被列入捷克國家足球隊的2020年歐洲國家盃26人大名單。 6月27日，霍萊什在16強賽對陣荷蘭的第68分鐘攻入捷克隊的第一個進球，並在12分鐘後助攻第二個進球，幫助捷克以2-0擊敗荷蘭隊，晉級半準決賽。

## 榮譽

### 球會
布拉格斯拉維亞
- 捷克足球甲级联赛冠軍：2019–20、2020–21賽季

### 個人
- 捷克足球甲级联赛賽季最佳球員：2021–22賽季
- 捷克足球甲级联赛賽季最佳中場：2021–22賽季

## 外部連結
- Soccerway資料庫：托馬什·霍萊什